# Parlamentsvalget i Portugal 2024
Parlamentsvalget i Portugal 2024 var et parlamentsvalg i Portugal, der blev afholdt søndag den 10. marts 2024. Ved valget var alle 230 mandater i det portugisiske parlaments eneste kammer, Assembleia da República, på valg. Mandaterne valgtes i landets i alt 22 valgkredse, heraf 18 på det portugisiske fastland, samt Azorerne, Madeira, Europa og uden for Europa.
Valget fandt sted blot to år inde i valgperioden og blev udskrevet, fordi premierminister António Costa (PS) i november 2023 trådte tilbage som følge af en politiefterforskning for korruption.
Valgkampen var domineret af boligpolitik, arbejdsmarkedspolitik og sundhedspolitik samt korruptionssagen, der fik premierminister Costa til at gå af.

## Valgsystem
Portugals distrikter på det portugisiske fastland, samt de to selvstyrende regioner Madeira og Azorerne udgjorde hver en valgskreds. Vælgere som boede udenfor Portugal var inddelt i en valgkreds for europæiske lande og en valgkreds for andre lande. Der valgtes i alt 230 parlamentsmedlemmer. De 226 valgtes i de portugisiske valgkredse som hver valgte et antal parlamentsmedlemmer som var proportionalt med antallet af vælgere i kredsen. De to udenlandske valgkredse valgte hver 2 parlamentsmedlemmer. Hver vælger havde 1 stemme som skulle afgives på en kandidatliste, og listerne tildeltes mandater efter D'Hondts metode med divisorerne 1, 2, 3, 4, 5 etc. Dette vil normalt favorisere de største partier i en valgkreds i forhold til et rent forholdstalsvalg.

## Valgresultatet
| Parti eller Koalition | Parti eller Koalition                                                                                               | Leder              | Politik                              | Andel af stemmerne i procent | Antal pladser i parlamentet |
| --------------------- | --- | ------------------ | ------------------------------------ | ---------------------------- | --------------------------- |
|                       | Socialistpartiet (PS) Partido Socialista                                                                            | Pedro Nuno Santos  | Socialdemokratisme                   | 28,66                        | 77                          |
|                       | Demokratiske Alliance (AD) • Socialdemokraterne (PSD) • Partido Popular (CDS) • Partido Popular Monárquico (PPM)    | Luís Montenegro    | Socialliberalisme Konservatisme      | 29,50                        | 79                          |
|                       | Chega | André Ventura      | Højrepopulisme Nationalkonservatisme | 18,06                        | 48                          |
|                       | Iniciativa Liberal                                                                                                  | Rui Rocha          | Markedsliberalisme                   | 5,08                         | 8                           |
|                       | Demokratiske Enhedskoalition (CDU) Coligação Democrática Unitária • Kommunistpartiet (PCP) • Det grønne Parti (PEV) | Paulo Raimundo     | Venstrefløj                          | 3,30                         | 4                           |
|                       | Venstreblokken (BE) Bloco de Esquerda                                                                               | Mariana Mortágua   | Venstrefløj                          | 4,46                         | 5                           |
|                       | Dyre- og Naturpartiet (PAN) Partido pelos Animais e pela Natureza                                                   | Inês de Sousa Real | Økologisme                           | 1,93                         | 1                           |
|                       | Det frie Parti Partido Livre                                                                                        | Rui Ravares        | Økosocialisme EU-tilhængere          | 3,26                         | 4                           |
|                       | Øvrige |                    |                                      | 3,24                         | 0                           |
|                       | Samlet antal gyldige stemmer                                                                                        |                    |                                      | 97,47                        | 226                         |
|                       | Blanke stemmer |                    |                                      | 1,43                         |                             |
|                       | Ugyldige stemmer |                    |                                      | 1,10                         |                             |

Kilde: Porgutals indenrigsministeriums officielle valgopgørelse